# Verachim
Verachim (fost Combinatul Chimic Giurgiu) a fost un combinat chimic din România.
A intrat în administrarea specială a APAPS din luna mai 2002.
În septembrie 2003 a fost anunțată lichidarea societății, datorită acumulărilor de datorii.
La momentul respectiv compania mai avea 100 de angajați.
În anii 1980, orașul Ruse, din Bulgaria, situat în apropiere de Giurgiu, pe celălalt mal al Dunării, era supus unor adevărate atacuri cu gaze din partea Combinatului Chimic Giurgiu.
Ca rezultat al migrației „ecologice”, în decurs de patru ani, populația orașului a scăzut cu peste 10.000.
Drama orașului Ruse, dar și cea a orașului românesc Giurgiu, a început în anul 1982, când intra în funcțiune platforma numărul unu pentru producția de clor a combinatului.
În acel an erau înregistrate 28 de cazuri în care concentrația de clor din atmosferă era de 20 de ori mai mare decât limita maximă.
Un alt caz similar de poluare transfrontalieră a fost cel al Donau Chem Turnu Măgurele, care polua orașul Nicopole, tot din Bulgaria, acesta fiind și singurul oraș din această țară în care toți locuitorii aveau măști de gaze.